# Endace
Endace Ltd est une entreprise privée qui vend des solutions de surveillance de réseaux. Basée à Auckland (Nouvelle-Zélande), Endace a été fondée en 2001 à partir d'un projet de recherche de l'Université Waikato à Hamilton, et a été rachetée par l'entreprise Emulex en 2013. En 2016, plusieurs articles ont révélé qu'Endace avait principalement pour clients des agences de renseignements, notamment le GCHQ britannique et la DGST marocaine.

## Produits
- EndaceProbe Intelligent Network Recorders (INR) appliances : systèmes de capture et d'enregistrement du trafic réseau
- EndaceVision : moteur de recherche dans l'historique des enregistrements réseau
- EndaceAccess Network Visibility Headend System : système permettant la capture de trafic à 100 Go
- Endace Data Acquisition and Generation (DAG) Cards : matériel développé par Endace pour l'enregistrement de trafic réseau
- EndaceFlow NetFlow Generator Appliances (NGA) : systèmes permettant de générer des enregistrements NetFlow du trafic réseau

## Controverse
En Janvier 2016, le journal The Intercept a publié un article révélant que l'entreprise Endace vendait des systèmes d'enregistrement réseau au GCHQ (organisme chargé de la surveillance au Royaume-Uni), aux  départements de la défense canadiens et australiens, ainsi qu'au DGST (organisme chargé de l'espionnage du Maroc) Les révélations basées sur les documents d'Edward Snowden ont montré que le GCHQ avait mis en place des systèmes de surveillance massives du trafic réseau, profitant notamment des câbles sous marins reliant l'Europe et les États-Unis. Le Maroc a quant à lui été régulièrement accusé d'atteinte aux droits humains au cours des dix dernières années, la DGST étant considéré comme un des principaux acteurs de ces abus.

## Liens Externes
- Site officiel
- (en) Surveillance Industry Index